# Pareulype costajuncta
Pareulype costajuncta är en fjärilsart som beskrevs av Leo Schwingenschuss 1954. Pareulype costajuncta ingår i släktet Pareulype och familjen mätare. Inga underarter finns listade i Catalogue of Life.